# Trenton (Teksas)
Trenton – miasto w Stanach Zjednoczonych, w stanie Teksas, w hrabstwie Fannin.